# Giải vô địch bóng đá U-17 thế giới 1991
Giải vô địch bóng đá U-17 thế giới 1991 là giải đấu lần thứ tư, được tổ chức tại các thành phố Firenze, Montecatini Terme, Viareggio, Massa, Carrara và Livorno ở Ý từ ngày 16 đến ngày 31 tháng 8 năm 1991. Các cầu thủ sinh sau ngày 1 tháng 8 năm 1974 đủ điều kiện tham gia giải đấu này.
Ả Rập Xê Út, nhà vô địch của mùa giải năm 1989, đã không thể bảo vệ danh hiệu của mình khi họ rút lui khỏi vòng chung kết của vòng loại khu vực châu Á, với lý do là Vụ án Kim cương Xanh.
Giải đấu ban đầu được lên lịch tổ chức tại Ecuador, nhưng do dịch tả bùng phát vào đầu năm đó, giải đấu đã được chuyển quyền đăng cai đến Ý, nơi đã tổ chức Giải vô địch bóng đá thế giới năm trước. Đây là lần thứ hai một sự kiện thể thao của FIFA được chuyển khỏi quốc gia đăng cai ban đầu, sau khi Giải vô địch bóng đá thế giới 1986 được chuyển từ Colombia sang México.

## Thành phố và sân vận động
| Thành phố         | Sân vận động                    |
| ----------------- | ------------------------------- |
| Firenze           | Sân vận động Artemio Franchi    |
| Livorno           | Sân vận động Armando Picchi     |
| Massa             | Sân vận động Gianpiero Vitali   |
| Carrara           | Sân vận động Marmi              |
| Montecatini Terme | Sân vận động Daniele Mariotti   |
| Viareggio         | Sân vận động Torquato Bresciani |

## Các đội tuyển vượt qua vòng loại
| Liên đoàn                          | Giải đấu loại                                                      | Các đội tuyển vượt qua vòng loại |
| ---------------------------------- | ------------------------------------------------------------------ | -------------------------------- |
| AFC (châu Á)                       | Giải vô địch bóng đá U-16 châu Á 1990                              | Trung Quốc · Qatar · UAE         |
| CAF (châu Phi)                     | Vòng loại Giải vô địch bóng đá U-17 thế giới 1991 khu vực châu Phi | Cộng hòa Congo · Ghana · Sudan   |
| CONCACAF (Bắc, Trung Mỹ và Caribe) | Giải vô địch bóng đá U-17 CONCACAF 1991                            | Cuba · México · Hoa Kỳ           |
| CONMEBOL (Nam Mỹ)                  | Giải vô địch bóng đá U-17 Nam Mỹ 1991                              | Argentina · Brasil · Uruguay     |
| OFC (châu Đại Dương)               | Giải vô địch bóng đá U-17 châu Đại Dương 1991                      | Úc                               |
| UEFA (châu Âu)                     | Chủ nhà                                                            | Ý1                               |
| UEFA (châu Âu)                     | Giải vô địch bóng đá U-16 châu Âu 1991                             | Đức · Tây Ban Nha                |

1. ^  Thay thế Ecuador.

## Đội hình
Danh sách đội hình, xem Danh sách cầu thủ tham dự giải vô địch bóng đá U-17 thế giới 1991

## Trọng tài
| Châu Á - Omar Al-Mohanna - Lechmanasamy Kathirveloo - Nizar Watti Châu Phi - Sylvain Abikanlou - Rachid Ben Khadija - Lim Kee Chong CONCACAF - Errol Forbes - Miguel Angel Salas - Arlington Success | Nam Mỹ - Juan Bava - Sabino Cespedes - Jorge Orellano - Ulisses Tavares da Silva Châu Âu - Angelo Amendolia - Fabio Baldas - Jan Damgaard - Philippe Leduc - Leif Sundell - Mario van der Ende Châu Đại Dương - Ronald Gallon |

## Vòng bảng

### Bảng A
| Đội        | Đ | ST | T | H | B | BT | BB | HS | Kết quả                |
| ---------- | - | -- | - | - | - | -- | -- | -- | ---------------------- |
| Hoa Kỳ     | 6 | 3  | 3 | 0 | 0 | 5  | 1  | 4  | Giành quyền vào tứ kết |
| Argentina  | 3 | 3  | 1 | 1 | 1 | 2  | 2  | 0  | Giành quyền vào tứ kết |
| Ý          | 2 | 3  | 0 | 2 | 1 | 2  | 3  | −1 | Bị loại                |
| Trung Quốc | 1 | 3  | 0 | 1 | 2 | 4  | 7  | −3 | Bị loại                |

| Ý | 0–1        | Hoa Kỳ    |
| - | ---------- | --------- |
|   | (Chi tiết) | Dunne 18' |

| Trung Quốc  | 1–2        | Argentina                        |
| ----------- | ---------- | -------------------------------- |
| Gao Fei 58' | (Chi tiết) | Verón 50' · Castellani 77' (pen) |

| Ý                           | 2–2        | Trung Quốc                  |
| --------------------------- | ---------- | --------------------------- |
| Del Piero 30' · Giraldi 67' | (Chi tiết) | Liang Yu 14' · Huang Yi 73' |

| Hoa Kỳ     | 1–0        | Argentina |
| ---------- | ---------- | --------- |
| McKeon 23' | (Chi tiết) |           |

| Ý | 0–0        | Argentina |
| - | ---------- | --------- |
|   | (Chi tiết) |           |

| Hoa Kỳ                                | 3–1        | Trung Quốc  |
| ------------------------------------- | ---------- | ----------- |
| Beachum 6' · Montoya 37' · McKeon 71' | (Chi tiết) | Gao Fei 32' |

### Bảng B
Địa điểm: Carrara
| Đội            | Đ | ST | T | H | B | BT | BB | HS | Kết quả                |
| -------------- | - | -- | - | - | - | -- | -- | -- | ---------------------- |
| Úc             | 4 | 3  | 2 | 0 | 1 | 6  | 4  | 2  | Giành quyền vào tứ kết |
| Qatar          | 3 | 3  | 1 | 1 | 1 | 1  | 1  | 0  | Giành quyền vào tứ kết |
| Cộng hòa Congo | 3 | 3  | 1 | 1 | 1 | 2  | 3  | −1 | Bị loại                |
| México         | 2 | 3  | 1 | 0 | 2 | 5  | 6  | −1 | Bị loại                |

| Cộng hòa Congo | 0–0        | Qatar |
| -------------- | ---------- | ----- |
|                | (Chi tiết) |       |

| Úc                                     | 4–3        | México                        |
| -------------------------------------- | ---------- | ----------------------------- |
| Agostino 5', 28', 29' · Kiratzoglu 17' | (Chi tiết) | Garza 25' · Toledano 69', 74' |

| Cộng hòa Congo | 0–2        | Úc                          |
| -------------- | ---------- | --------------------------- |
|                | (Chi tiết) | Healey 63' · Kiratzoglu 74' |

| Qatar | 0–1        | México      |
| ----- | ---------- | ----------- |
|       | (Chi tiết) | Toledano 5' |

| Cộng hòa Congo            | 2–1        | México     |
| ------------------------- | ---------- | ---------- |
| Kibiti 17' · Tchicaya 31' | (Chi tiết) | García 71' |

| Qatar         | 1–0        | Úc |
| ------------- | ---------- | -- |
| Al Tamimi 76' | (Chi tiết) |    |

### Bảng C
Địa điểm: Massa
| Đội    | Đ | ST | T | H | B | BT | BB | HS | Kết quả                |
| ------ | - | -- | - | - | - | -- | -- | -- | ---------------------- |
| Brasil | 6 | 3  | 3 | 0 | 0 | 7  | 0  | 7  | Giành quyền vào tứ kết |
| Đức    | 3 | 3  | 1 | 1 | 1 | 5  | 5  | 0  | Giành quyền vào tứ kết |
| Sudan  | 2 | 3  | 1 | 0 | 2 | 5  | 5  | 0  | Bị loại                |
| UAE    | 1 | 3  | 0 | 1 | 2 | 3  | 10 | −7 | Bị loại                |

| Sudan                                                 | 4–1        | UAE         |
| ----------------------------------------------------- | ---------- | ----------- |
| Nemairi 34' · Ibrahim 36' · Ahmed 37' · Elmustafa 47' | (Chi tiết) | Mohamed 59' |

| Đức | 0–2        | Brasil                  |
| --- | ---------- | ----------------------- |
|     | (Chi tiết) | Argel 18' · Adriano 39' |

| Sudan     | 1–3        | Đức                         |
| --------- | ---------- | --------------------------- |
| Ahmed 78' | (Chi tiết) | Sarna 48' · Jaekel 62', 75' |

| UAE | 0–4        | Brasil                                |
| --- | ---------- | ------------------------------------- |
|     | (Chi tiết) | Yan 20' · Nene 26' · Adriano 58', 62' |

| Sudan | 0–1        | Brasil      |
| ----- | ---------- | ----------- |
|       | (Chi tiết) | Adriano 73' |

| UAE                                 | 2–2        | Đức                 |
| ----------------------------------- | ---------- | ------------------- |
| Abdulrahman 12' (pen) · Ibrahim 44' | (Chi tiết) | Lutz 8' · Sarna 51' |

### Bảng D
Địa điểm: Livorno
| Đội         | Đ | ST | T | H | B | BT | BB | HS | Kết quả                |
| ----------- | - | -- | - | - | - | -- | -- | -- | ---------------------- |
| Tây Ban Nha | 5 | 3  | 2 | 1 | 0 | 9  | 3  | 6  | Giành quyền vào tứ kết |
| Ghana       | 5 | 3  | 2 | 1 | 0 | 5  | 2  | 3  | Giành quyền vào tứ kết |
| Uruguay     | 2 | 3  | 1 | 0 | 2 | 1  | 3  | −2 | Bị loại                |
| Cuba        | 0 | 3  | 0 | 0 | 3 | 3  | 10 | −7 | Bị loại                |

| Ghana                 | 2–1        | Cuba        |
| --------------------- | ---------- | ----------- |
| Lamptey 8', 51' (pen) | (Chi tiết) | Sánchez 26' |

| Uruguay | 0–1        | Tây Ban Nha |
| ------- | ---------- | ----------- |
|         | (Chi tiết) | Dani 64'    |

| Ghana                   | 2–0        | Uruguay |
| ----------------------- | ---------- | ------- |
| Gargo 36' · Lamptey 52' | (Chi tiết) |         |

| Cuba                       | 2–7        | Tây Ban Nha                                                                                 |
| -------------------------- | ---------- | ------------------------------------------------------------------------------------------- |
| Marten 56' · Casamayor 66' | (Chi tiết) | Robaina 5', 23' · Emilio Carrasco 13' · Murgui 43' · Velasco 52' · Palacios 58' · Ramón 74' |

| Ghana     | 1–1        | Tây Ban Nha |
| --------- | ---------- | ----------- |
| Opoku 42' | (Chi tiết) | Gálvez 62'  |

| Cuba | 0–1        | Uruguay   |
| ---- | ---------- | --------- |
|      | (Chi tiết) | López 72' |

## Vòng đấu loại trực tiếp
|  | Tứ kết                         | Tứ kết             |                                |       | Bán kết       | Bán kết       |  |  | Chung kết | Chung kết |
|  |                                |                    |                                |       |               |               |  |  |           |           |
|  | 25 tháng 8 - Montecatini Terme |                    |                                |       |               |               |  |  |           |           |
|  |                                |                    |                                |       |               |               |  |  |           |           |
|  | Hoa Kỳ                         | 1 (4)              |                                |       |               |               |  |  |           |           |
|  | Hoa Kỳ                         | 1 (4)              | 28 tháng 8 - Viareggio         |       |               |               |  |  |           |           |
|  | Qatar (pen.)                   | 1 (5)              |                                |       |               |               |  |  |           |           |
|  | Qatar (pen.)                   | 1 (5)              | Qatar                          | 0 (2) |               |               |  |  |           |           |
|  | 25 tháng 8 - Carrara           |                    | Qatar                          | 0 (2) |               |               |  |  |           |           |
|  |                                | Ghana (pen.)       | 0 (4)                          |       |               |               |  |  |           |           |
|  | Brasil                         | Ghana (pen.)       | 0 (4)                          | 1     |               |               |  |  |           |           |
|  | Brasil                         |                    | 31 tháng 8 - Firenze           | 1     |               |               |  |  |           |           |
|  | Ghana                          | 2                  |                                |       |               |               |  |  |           |           |
|  | Ghana                          | 2                  | Ghana                          | 1     |               |               |  |  |           |           |
|  | 25 tháng 8 - Viareggio         |                    | Ghana                          | 1     |               |               |  |  |           |           |
|  |                                | Tây Ban Nha        | 0                              |       |               |               |  |  |           |           |
|  | Úc                             | Tây Ban Nha        | 0                              | 1     |               |               |  |  |           |           |
|  | Úc                             | 28 tháng 8 - Massa |                                | 1     |               |               |  |  |           |           |
|  | Argentina                      | 2                  |                                |       |               |               |  |  |           |           |
|  | Argentina                      | 2                  | Argentina                      | 0     |               |               |  |  |           |           |
|  | 25 tháng 8 - Livorno           |                    | Argentina                      | 0     |               |               |  |  |           |           |
|  |                                | Tây Ban Nha        | 1                              |       | Tranh hạng ba | Tranh hạng ba |  |  |           |           |
|  | Tây Ban Nha                    | Tây Ban Nha        | 1                              | 3     | Tranh hạng ba | Tranh hạng ba |  |  |           |           |
|  | Tây Ban Nha                    |                    | 30 tháng 8 - Montecatini Terme | 3     |               |               |  |  |           |           |
|  | Đức                            | 1                  |                                |       |               |               |  |  |           |           |
|  | Đức                            | 1                  | Qatar                          | 1 (1) |               |               |  |  |           |           |
|  |                                |                    |                                |       |               |               |  |  |           |           |
|  | Argentina (pen.)               | 1 (4)              |                                |       |               |               |  |  |           |           |
|  | Argentina (pen.)               | 1 (4)              |                                |       |               |               |  |  |           |           |

### Tứ kết
| Hoa Kỳ   | 1–1 (s.h.p.) (4–5 pen.) | Qatar  |
| -------- | ----------------------- | ------ |
| Kelly 3' | (Chi tiết)              | Bu 14' |

| Úc                    | 1–2        | Argentina         |
| --------------------- | ---------- | ----------------- |
| Azconzobal 75' (o.g.) | (Chi tiết) | Comelles 29', 55' |

| Brasil      | 1–2        | Ghana                   |
| ----------- | ---------- | ----------------------- |
| Leandro 42' | (Chi tiết) | Lamptey 36' · Gargo 58' |

| Tây Ban Nha                           | 3–1        | Đức        |
| ------------------------------------- | ---------- | ---------- |
| Murgui 59' · Robaina 72' · Josemi 80' | (Chi tiết) | Babatz 15' |

### Bán kết
| Qatar | 0–0 (s.h.p.) (2–4 pen.) | Ghana |
| ----- | ----------------------- | ----- |
|       | (Chi tiết)              |       |

| Argentina | 0–1        | Tây Ban Nha |
| --------- | ---------- | ----------- |
|           | (Chi tiết) | Murgui 22'  |

### Tranh hạng ba
| Qatar         | 1–1 (s.h.p.) (1–4 pen.) | Argentina    |
| ------------- | ----------------------- | ------------ |
| Al Bedaid 60' | (Chi tiết)              | Akselman 80' |

### Chung kết
| Ghana    | 1–0        | Tây Ban Nha |
| -------- | ---------- | ----------- |
| Duah 77' | (Chi tiết) |             |

## Vô địch
| Giải vô địch bóng đá U-17 thế giới 1991 |
| --------------------------------------- |
| · Ghana · Lần thứ 1                     |

## Giải thưởng
| Chiếc giày vàng | Quả bóng vàng | Giải phong cách |
| --------------- | ------------- | --------------- |
| Adriano (4 bàn) | Nii Lamptey   | Argentina       |

## Cầu thủ ghi bàn
Adriano của Brasil đã giành giải thưởng Chiếc giày vàng khi ghi được 4 bàn thắng. Tổng cộng có 81 bàn thắng được ghi bởi 59 cầu thủ khác nhau, trong đó chỉ có một bàn được ghi là phản lưới nhà.
4 bàn
- Adriano
- Nii Lamptey

3 bàn
- Paul Agostino
- Jorge Toledano
- Antonio Robaina
- Juan Carlos Murgui

2 bàn
- Ruben Comelles
- Alex Kiratzoglu
- Gao Fei
- Goya Jaekel
- Jens Sarna
- Mohammed Gargo
- Mohamed Ahmed
- Matt McKeon

1 bàn
- Christian Akselman
- Juan Sebastián Verón
- Ricardo Castellani
- Aaron Healey
- Argel
- Leandro
- Nene
- Yan
- Huang Yi
- Liang Yu
- Gaston Kibiti
- Patrick Tchicaya
- Eliezer Casamayor
- Luis Marten
- Vladimir Sánchez
- Christof Babatz
- Karl-Heinz Lutz
- Emmanuel Duah
- Nana Opoku
- Alessandro Del Piero
- Daniele Giraldi
- García
- Mario Garza
- Ahmed Bu
- Jassim Al Tamimi
- Mohamed Al Bedaid
- Ibrahim Hussein
- Khalid Elmustafa
- Nemairi Saeed
- César Palacios
- Dani
- Emilio Carrasco
- James Beattie
- José Miguel López
- Pedro Velasco Morón
- Ramón
- Adel Mohamed
- Ali Abdulrahman
- Jamal Ibrahim
- Albertin Montoya
- Brian Kelly
- Mike Dunne
- Shohn Beachum
- Diego López

Bàn phản lưới nhà
- Juan Azconzobal (trong trận gặp Úc)

## Bảng xếp hạng giải đấu
| VT                  | Đội            | ST | T | H | B | BT | BB | HS | Đ  |
| ------------------- | -------------- | -- | - | - | - | -- | -- | -- | -- |
| 1                   | Ghana          | 6  | 4 | 2 | 0 | 8  | 3  | +5 | 10 |
| 2                   | Tây Ban Nha    | 6  | 4 | 1 | 1 | 13 | 5  | +8 | 9  |
| 3                   | Argentina      | 6  | 2 | 2 | 2 | 5  | 5  | 0  | 6  |
| 4                   | Qatar          | 6  | 1 | 4 | 1 | 3  | 3  | 0  | 6  |
| Bị loại ở tứ kết    |                |    |   |   |   |    |    |    |    |
| 5                   | Hoa Kỳ         | 4  | 3 | 1 | 0 | 6  | 2  | +4 | 7  |
| 6                   | Brasil         | 4  | 3 | 0 | 1 | 8  | 2  | +6 | 6  |
| 7                   | Úc             | 4  | 2 | 0 | 2 | 7  | 6  | +1 | 4  |
| 8                   | Đức            | 4  | 1 | 1 | 2 | 6  | 8  | –2 | 3  |
| Bị loại ở vòng bảng |                |    |   |   |   |    |    |    |    |
| 9                   | Cộng hòa Congo | 3  | 1 | 1 | 1 | 2  | 3  | –1 | 3  |
| 10                  | Sudan          | 3  | 1 | 0 | 2 | 5  | 5  | 0  | 2  |
| 11                  | México         | 3  | 1 | 0 | 2 | 5  | 6  | –1 | 2  |
| 12                  | Ý              | 3  | 0 | 2 | 1 | 2  | 3  | –1 | 2  |
| 13                  | Uruguay        | 3  | 1 | 0 | 2 | 1  | 3  | –2 | 2  |
| 14                  | Trung Quốc     | 3  | 0 | 1 | 2 | 4  | 7  | –3 | 1  |
| 15                  | UAE            | 3  | 0 | 1 | 2 | 3  | 10 | –7 | 1  |
| 16                  | Cuba           | 3  | 0 | 0 | 3 | 3  | 10 | –7 | 0  |